# Кузьмин, Михаил Иванович
Михаил Иванович Кузьмин (20 июня 1938, Москва — 24 ноября 2024, Иркутск) — советский и российский геолог, специалист в области геохимии, геодинамики и петрологии. Академик Российской академии наук (2003; член-корреспондент с 1991), доктор геолого-минералогических наук (1982). Лауреат Государственной премии Российской Федерации в области науки и техники (1997). Внёс значительный вклад в развитие химической геодинамики.

## Биография
В 1960 году окончил Геологический факультет МГУ.
В 1960—1961 годах — старший лаборант Иркутского института геохимии СО АН СССР, затем младший научный сотрудник (1961—1969), старший научный сотрудник (1969—1977), и заведующий лабораторией региональной геохимии (1977—1988).
В 1989—2012 годах работал директором Института геохимии им. А. П. Виноградова СО РАН
С 2002 года по 2010 год — Председатель Президиума ИНЦ СО РАН в Иркутске.
Занимал должности:
- Генеральный директор Объединённого института геохимии и геологии, директор Института геохимии им. А. П. Виноградова в составе ОИГГ СО РАН.
- Заместитель председателя Президиума Иркутского научного центра СО РАН.
- Председатель комиссии Общественной палаты Иркутской области.

Опубликовано более 300 научных работ.
Член редколлегий журналов «Геохимия» и «Геология и геофизика».
Скончался 24 ноября 2024 года после продолжительной болезни на 87-м году жизни.

## Награды
- Медаль «За доблестный труд. В ознаменование 100-летия со дня рождения В. И. Ленина» (1970)
- Медаль «Ветеран труда» (1987)
- Государственная премия Российской Федерации в области науки и техники (1997) — за цикл трудов «Глубинная геодинамика»
- Почетная грамота губернатора Иркутской области (1999)
- Орден Почёта (1999)
- Знак отличия «За заслуги перед Иркутской областью» (2003)[6]
- Демидовская премия (2007)
- Орден «За заслуги перед Отечеством» IV степени (2007)[7]
- Почетное звание «Почетный гражданин города Иркутска» (2007)
- Иностранный член Монгольской академии наук (2011)[8]
- Орден Дружбы (22 мая 2014) — за достигнутые трудовые успехи, значительный вклад в социально-экономическое развитие Российской Федерации, реализацию внешнеполитического курса Российской Федерации, заслуги в гуманитарной сфере, многолетнюю добросовестную работу, активную общественную деятельность[9]
- Почётный знак Юрия Абрамовича Ножикова «Признание» (30 июня 2016) — за значимость многолетних достижений для развития науки, образования, охраны окружающей среды в Иркутской области, проявленную активную гражданскую позицию, высокую степень общественного признания, авторитет в профессиональной среде, среди научной и творческой интеллигенции[10]
- Орден Полярной звезды (2017)[11]
- Почётная грамота Российской академии наук (30 января 2024) — за многолетний добросовестный труд, большой вклад в развитие фундаментальной науки, подготовку научных кадров высшей квалификации и в связи с 75-летием академической науки Восточной Сибири

## Семья
- Отец — Кузьмин Иван Иванович (1905—1942).
- Мать — Глушонок Ольга Захаровна (1903—1983).

Женат, имеет дочь Ольгу и сына Павла.

## Ссылка
- ПРЕЗИДИУМ Сибирского Отделения РАН (недоступная ссылка) Кузьмин Михаил Иванович.
- Кто есть кто в Иркутске. Кузьмин Михаил Иванович.
- Кто есть кто без границ. Энциклопедия. Кузьмин Михаил Иванович.
- Прибайкалье в лицах Кузьмин Михаил Иванович
- Библиография  в информационной системе «История геологии и горного дела» РАН.